# Анджей Опалінський
Анджей Опалінський (пол. Andrzej Opaliński; 25 листопада 1540 — 8 березня 1593) — політичний діяч, урядник Королівства Польського в Речі Посполитій.

## Життєпис
Походив з польського шляхетського роду Опалінських гербу Лодзя. Онук генерального старости великопольського Петра Опалінського. Син Мацея Опалінського і Ядвіги Любранської. Народився 1540 року, а вже 1541 року помирає його батька. Виховувався під опікою матері.
У 1556 році отримав староство сремське. 1558 року оженився з представницею впливового шляхетського роду Косцелецьких. 1560 року призначено каштеляном пржемецьким. 1563 року надано староства копаницьке і ксинське, а 1565 року — сьремське. У 1569 році стає каштеляном Сьрему. Того ж року підтримав Люблінську унію.
1571 року відвідав Львів. У 1572 році він отримав посаду маршалка надвірного коронного. Під час безкоролів'я підтримував кандидатуру французького принца Генріха Анжуйського і підтвердив його обрання на елекційному сеймі в 1573 році.
На коронаційному сеймі 1574 року його було призначено маршалком великим коронним. Був одним з керівників австрійської партії після втечі польського короля Генріха I до Франції. Отримав від Габсбургів 6 тисяч злотих і найняв понад 2 тисяч німецьких піхотинців. На елекційному сеймі він голосував за кандидатуру німецького імператора Священної Римської імперії Максиміліана II Габсбурга і вирушив з посольством до нього, запрошуючи вступити на трон Речі Посполитої.
Після перемоги прихильників Стефана Баторія у 1576 році приніс йому в Раві Мазовецькій присягу на вірність і привітав його в Кракові. Брав участь в придушенні королем Стефаном Баторієм повстання в Гданську.
У 1578 році призначено на посаду генерального старости Великопольського, де вступив у конфлікт з родом Гурко, відстоюючи політику короля Речі Посполитої і канцлера Яна Замойського у Великій Польщі.
Після смерті короля Стефана Баторія у 1586 році продовжував підтримувати Яна Замойського. У 1587 році на конвокаційному сеймі вступив в гострий конфлікт з Гурко. На елекційному сеймі підтримав кандидатуру одного з Сілезьких П'ястів або шведського королевича Сигізмунда. 1587 року підтримав обрання на польський королівський престол Сигізмунда III Вази. Того ж року отримав староство лежайське.
Невдовзі став відкритим ворогом Яна Замойського і різко критикував канцлера на конвокаційному сеймі. У Мальборку привітав нового короля Речі Посполитої й почав будити в ньому недовіру до великого канцлера коронного Яна Замойського. У 1589 році як один з комісарів брав участь у підписанні Битомсько-Бендзинського договору між Річчю Посполитою та Австрією. У тому ж році на з'їзді сенаторів в Пйотркув захищав короля від атак з боку Яна Замойського. Зіграв важливу роль в тому, що депутати відхилили на пацифікаційному сеймі проєкт виборчої реформи Яна Замойського, здобувши цим важливе становище при королівському дворі.
У 1592 році за сприяння Анджея Опалінського велікопольські шляхтичі виступали проти детронізації, на інквізиційному сеймі того ж року зміцнив позиції короля Сигізмунда III Вази. за це отримав староство колське. Анджей Опалінський помер 1593 року в Познанському замку, був похований в Радліні.

## Маєтності
У Великопольщі володів королівськими маєтками: Ксиня, Накло, Срем, Гнєзно, Копаниця, Коло, Рогозьно, а в Малопольщі йому належали Лежайськ, Рогатин і Краснистав.

## Родина
Дружина — Катерина, донька Яна Януша Косцелецького, генерального старости великопольського і воєводи серадзького.
Діти:
- Софія Ядвіга (1563 — після 1601), дружина Яна Лещинського, старости радзієвського
- Петро (1566—1600), староста накловський, гнезненський, рогатинський
- Гертруда (1569—1602), дружина: 1) Станіслава Ридзинського; 2) Марціна Остророга, каштеляна каменського
- Ядвіга (1571 — після 1621)
- Анджей (1575—1623), секретар великий коронний, єпископ познанський
- Лукаш (1581—1654), маршалок великий коронний, воєвода равський